# Wilhelm Alexander Freund

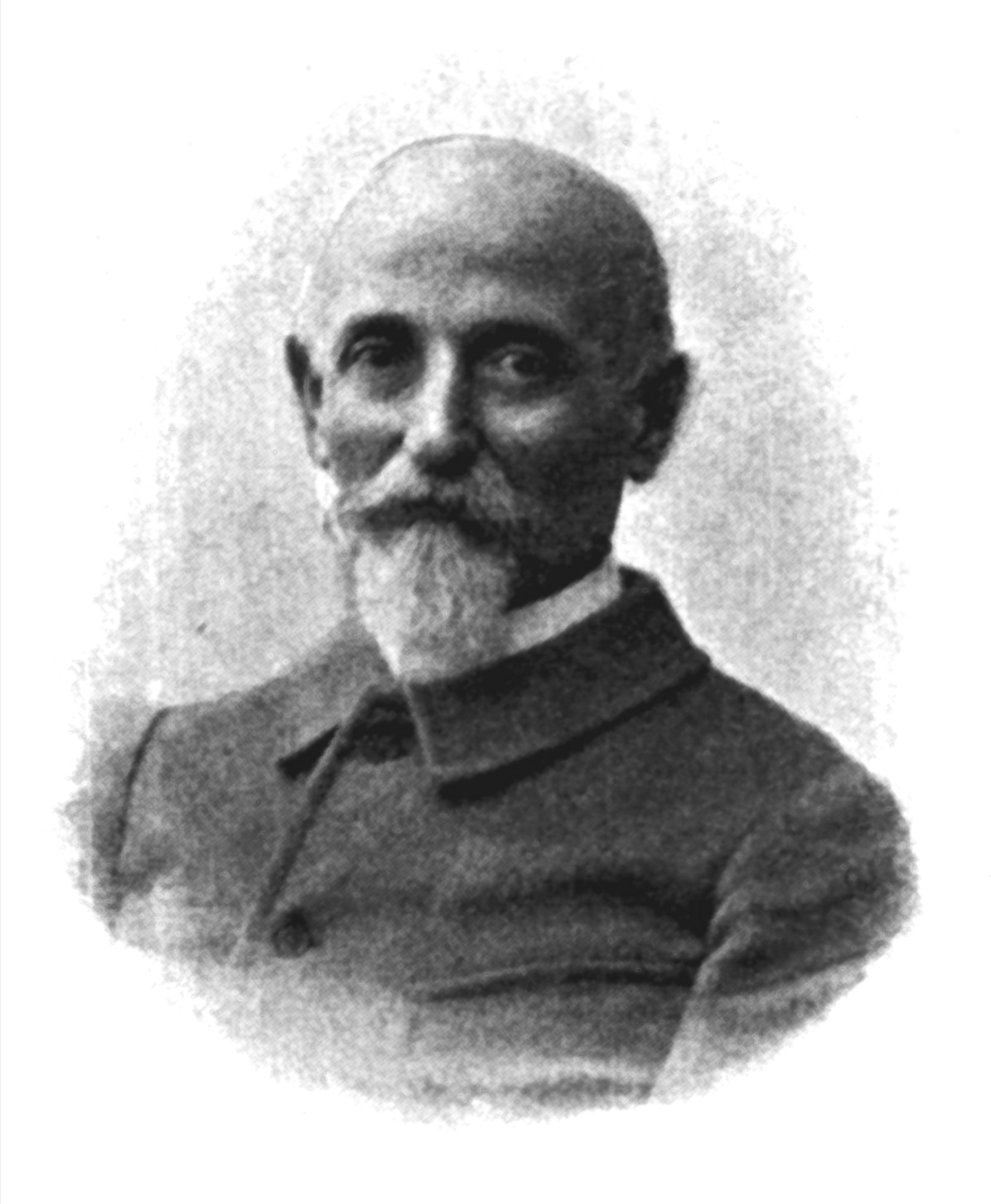
Wilhelm Alexander Freund.

Wilhelm Alexander Freund, född 26 augusti 1833 i Krappitz, Schlesien, död 24 december 1917 i Berlin, var en tysk gynekolog.
Freund blev medicine doktor 1860, blev 1873 extra ordinarie professor i Breslau och 1878 ordinarie professor i Strassburg, där han efterträdde Adolf Ludwig Gusserow. Åren 1888–1901 var han föreståndare för den kvinnoklinik, som han inrättat delvis för egna medel. Från 1903 var han hedersordförande för Gesellschaft für Geburtshilfe und Gynäkologie. Freund, som redan i sin dissertation Pathologie und Therapie der Harnfisteln visat stor begåvning, studerade till en början mikroskopisk anatomi och inriktade sig då på förbening i revbensbrosken. Dessa undersökningar ledde honom till studiet av bröstkorgens formanomalier som predisponerande för lungsjukdomar (Die Zusammenhang gewisser Lungenkrankheiten mit primären Rippenknorpelanomalien, 1859).
Det var studiet av bäckenets anatomi som gjorde honom till gynekolog. Han skrev Statik und Mechanik des Beckens och Anatomie des Beckenbindegewebes och beskrev parametritis chronica atrophicans. Senare utgav han Pathologie der Echinococcuskrankheit förutom en mängd avhandlingar publicerade i de av honom grundade tidskrifterna "Klinische Beiträge zur Gynäkologie" och "Gynäkologische Klinik". Berömd blev hans konserveringsmetod, genom vilken det blev möjligt att framställa preparat som visar snitt genom människans bäcken. Detta underlättade studiet av underlivsorganen i normalt och patologiskt tillstånd. År 1878 introducerade han en ny metod för exstirpation av den cancerösa livmodern. Han ägnade sig också i viss mån åt historiska studier och skrev självbiografin Leben und Arbeit (1913).